# Balsta (naturreservat)
Balsta är ett naturreservat i Lindesbergs kommun i Örebro län.
Området är naturskyddat sedan 2004 och är 37 hektar stort. Reservatet består av granskog med aspar där det finns gott om död ved. I norr finns delar av mossar.